# Tom Zimmerschied
Tom Zimmerschied (* 22. September 1998 in Koblenz) ist ein deutscher Fußballspieler.

## Karriere
Zimmerschied spielte bis zur B-Jugend beim FC Bayern München. Im Januar 2015 wechselte er in die Jugend der SpVgg Unterhaching. Ab der Saison 2015/16 spielte er in Unterhaching für die A-Junioren.
Zur Saison 2017/18 wechselte er zum Regionalligisten VfR Garching. Sein Debüt in der Regionalliga gab er im August 2017 gegen den TSV 1860 Rosenheim. Im Mai 2018 erzielte er bei einem 3:3-Remis gegen den FC Pipinsried seine ersten beiden Tore in der vierthöchsten deutschen Spielklasse. In seiner ersten Saison in Garching kam er zu 16 Regionalligaeinsätzen. In der Saison 2018/19 absolvierte Zimmerschied 31 Regionalligaspiele und erzielte drei Tore. In der Saison 2019/20 folgten bis zur Saisonunterbrechung 18 weitere Einsätze.
Zur Saison 2020/21 wechselte er zum österreichischen Zweitligisten FC Dornbirn 1913. Sein Debüt in der 2. Liga gab er im September 2020, als er am ersten Spieltag jener Saison gegen den Grazer AK in der 75. Minute für Christoph Domig eingewechselt wurde. Für Dornbirn kam er in jener Saison zu insgesamt 28 Zweitligaeinsätzen, in denen er sieben Tore erzielte.
Zur Saison 2021/22 kehrte Zimmerschied nach Deutschland zurück und wechselte zum Drittligisten Hallescher FC.
Im Sommer 2023 wechselte er ligaintern zu Dynamo Dresden. Nach Saisonbeginn 2024/25 wechselte der Mittelfeldspieler Ende August 2024 zum Zweitligisten SV Elversberg. Nach seiner Rückenverletzung stand er am 9. Spieltag beim Auswärtsspiel gegen Preußen Münster erstmals im Kader der SV Elversberg, kam jedoch nicht zum Einsatz. Seine Premiere für Elversberg gab Zimmerschied am 29. Oktober 2024 im DFB-Pokalspiel gegen Bayer 04 Leverkusen. Dort wurde er in der 69. Spielminute für Arne Sicker eingewechselt. Beim 2:1-Sieg gegen den 1. FC Nürnberg am 6. Dezember 2024 erzielte Zimmerschied sein erstes Tor für Elversberg.